# Paris-Saclay
Pour les articles homonymes, voir Paris-Saclay (homonymie).
Paris-Saclay est un pôle scientifique et technologique (cluster) en cours d'aménagement à vingt kilomètres au sud de Paris, sur une zone couvrant 27 communes des départements de l'Essonne et des Yvelines, avec pour cœur le plateau de Saclay. Sa construction, lancée en 2006, doit durer quinze à vingt ans pour permettre de regrouper à terme entre 20 et 25 % de la recherche scientifique française. Le projet Paris-Saclay vise à regrouper organismes de recherche, grandes écoles, universités et entreprises privées afin de créer un pôle d'excellence scientifique et technique de dimension internationale, comparable à la Silicon Valley ou à la région de Cambridge.
Les premières implantations d'organismes de recherche datent de l'après-guerre. Le territoire s'est par la suite développé à plusieurs reprises pendant les années 1970 et 2000, qui ont vu l'installation de grandes écoles et de centres de recherche et développement de grandes entreprises.
Plusieurs projets ont été lancés pour poursuivre le développement du site : la construction de trois ZAC, deux sur le territoire de la communauté d'agglomération Paris-Saclay, autour de l'École polytechnique et de CentraleSupélec, et une à Versailles-Satory ; la construction de la ligne 18 du métro de Paris ; et la constitution de l'université Paris-Saclay et de son campus. Plusieurs grandes écoles dont AgroParisTech en 2022, l'ENS Paris-Saclay et Télécom Paris en 2020 et l'ESTACA en 2016 ont déménagé sur le plateau de Saclay.
Le pôle Paris-Saclay représente plus de 1 300 000 m2 de locaux d'enseignement, de bureaux, de logements à construire ou déjà construits sur un territoire de 7 700 hectares.
L'établissement public Paris-Saclay est créé en 2010 et devient l'établissement public d'aménagement Paris-Saclay en 2015 pour superviser les opérations d'aménagement et œuvrer au développement économique du cluster. L'EPPS a été présidé par Pierre Veltz, ancien directeur de l'École nationale des ponts et chaussées, de sa création en 2010 à octobre 2015. Il est actuellement présidé par Philippe Van de Maele. Ayant pour cœur le plateau de Saclay et ses nombreuses infrastructures de recherche fondamentale et de formation, Paris-Saclay englobe également les communes de la vallée de l'Yvette (Palaiseau, Orsay, Gif-sur-Yvette principalement), ainsi que le territoire de Saint-Quentin-en-Yvelines, Massy, Vélizy-Villacoublay et Versailles.

## Historique

### Après-guerre: premières implantations d'organismes scientifiques
Le plateau de Saclay, qui constitue le cœur géographique du pôle technologique Paris-Saclay, est situé à vingt kilomètres au sud de Paris, sur le territoire des départements de l'Essonne et des Yvelines. Ses terres limoneuses, qui compteraient parmi les plus fertiles de France, lui assurent une vocation essentiellement agricole jusqu'à la fin de la Seconde Guerre mondiale.

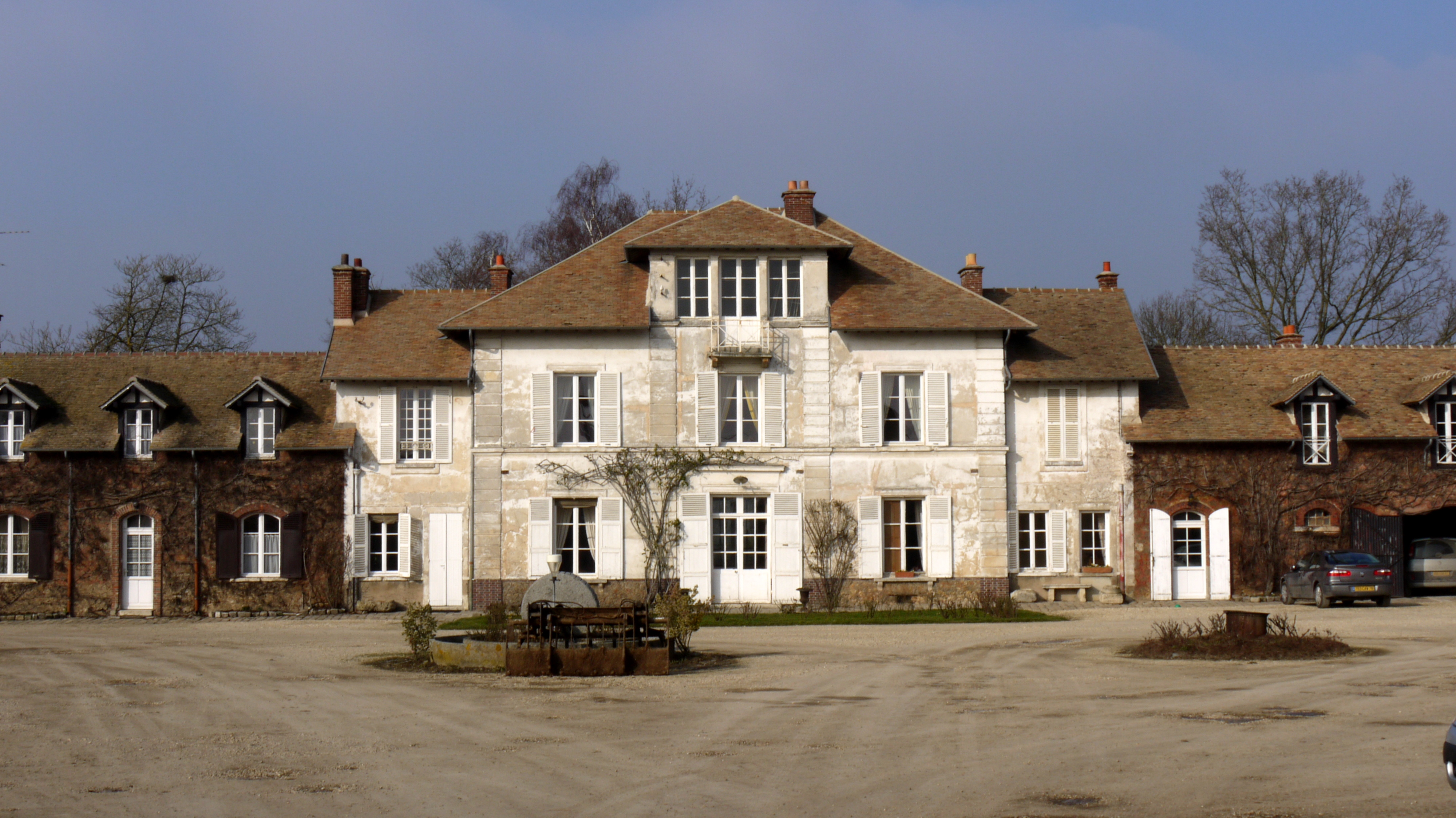
La ferme du Grand Viltain (XIXe siècle) à Jouy-en-Josas.

Le CNRS, créé avant le début de la guerre, cherche un lieu où installer des laboratoires à proximité de Paris, mais dans un environnement calme. Frédéric Joliot-Curie, alors à la tête de l'organisme, achète le domaine de Button à Gif-sur-Yvette en 1946 et y implante un centre de recherches. L'année suivante, le CEA, fondé en octobre 1945 et dont le haut-commissaire est également Joliot-Curie, achète des terrains dans les communes de Saint-Aubin et Saclay. Après plusieurs années de travaux confiés à l'architecte Auguste Perret, le centre CEA de Saclay est inauguré en 1952,. Il s'écarte peu à peu de son champ de recherche initial - la physique nucléaire - et conduit des programmes dans les domaines de la biologie, de l'énergie et de l'informatique alors émergent. En 1947, l'ONERA installe un centre de recherches consacré à l'énergétique dans le fort de Palaiseau. Celui-ci devient le siège social de l'organisme en 2011 et emploie 600 chercheurs.
Dans les années 1950, des établissements d'enseignement supérieur s'installent aux abords immédiats du plateau. L'université de Paris s'implante dans la région avec l’achat de cinquante hectares de terrain sur les communes d'Orsay et de Bures-sur-Yvette en 1955. Dès l'année suivante, des laboratoires de la faculté des sciences de Paris - qui devient l'université Paris-Sud en 1971 - sont rassemblés dans le campus d'Orsay. D'autres établissements suivent quelques années plus tard : le nouveau campus d'HEC à Jouy-en-Josas est inauguré par le général de Gaulle en 1964 ; l'IHES, centre de recherches en mathématiques et physique théoriques, déménage la même année à Bures-sur-Yvette ; l'École supérieure d'optique fait quant à elle son arrivée en 1965 sur le campus d'Orsay.
De 1964 à 1966, le CEA construit le réacteur nucléaire de recherche Osiris, qui étudie les combustibles des centrales nucléaires et produit des radioéléments, notamment pour l'industrie médicale. L'Autorité de sûreté nucléaire estime que celui-ci peut poursuivre son activité jusqu'en 2015 au plus tard. En outre, un premier centre de recherche et développement privée s'installe aussi à cette époque, avec l'arrivée en 1968 du Laboratoire Central de Recherche de Thomson-CSF (aujourd'hui Thales).

### Années 1970: arrivée de plusieurs grandes écoles
Dès 1967, les déménagements de l'École polytechnique, de l'École nationale supérieure de techniques avancées (ENSTA), de l'École nationale des ponts et chaussées et de l'Institut national agronomique sont envisagés. Le président de la République Georges Pompidou fait part de sa volonté de réaliser ce projet dans une lettre à Michel Debré en 1972. Il faut cependant attendre 1975 pour voir Supélec réaliser effectivement son installation à Gif-sur-Yvette, dans le quartier du Moulon. En 1976, l'École polytechnique prend possession de ses nouveaux bâtiments à Palaiseau, lesquels comprennent des amphithéâtres, des logements étudiants et des laboratoires de recherche, ainsi qu'un centre équestre et un practice de golf.
Les autres écoles invitées à quitter le centre de Paris ont effectué des choix divergents. L'ENSTA s'est finalement installée à Palaiseau en 2012, à proximité de Polytechnique. Les travaux, qui comprennent la réalisation de cinq bâtiments, dont 430 logements et un gymnase, ont coûté 132 millions d'euros. AgroParisTech, résultat de la fusion de plusieurs écoles dont l'Institut national agronomique, a déménagé à Palaiseau en septembre 2022. Quant à l'École des Ponts, elle s'est finalement installée en 1997 à Champs-sur-Marne et ne prévoit pas de rejoindre le cluster Paris-Saclay.
La ferme du Moulon, alors à l'abandon, est restaurée en 1978 pour accueillir une unité de recherche de l'INRA sur la génétique biologique et génomique pour l'agriculture. Les établissements présents sur le plateau à cette époque commencent à se regrouper au sein d'une association d'établissements scientifiques (AES) afin de réfléchir aux évolutions futures du site. En 1980, le CEA inaugure un second réacteur nucléaire expérimental nommé Orphée.
Avec la création en 1991 de quatre universités nouvelles, l'université de Versailles – Saint-Quentin-en-Yvelines (UVSQ) devient la seconde université de Paris-Saclay. Comptant 7 200 étudiants au moment de sa fondation, elle en compte 19 000 en 2012. Elle comprend 34 unités de recherche, dont onze unités mixtes de recherche avec le CNRS. Le champ d'étude de ses laboratoires couvre tous les domaines scientifiques, des sciences exactes aux sciences sociales et humanités.

### Années 1990–2000: implantations de centres de recherche et développement (R&D) et de sièges sociaux
De nombreuses entreprises sont présentes à Paris-Saclay depuis les premières implantations d'organismes de recherche et de grandes écoles d'ingénieur, comme Peugeot-Citroën et son centre technique de Vélizy (1966), GE Medical Systems à Buc, Air liquide aux Loges-en-Josas, Nokia à Nozay ou Sanofi à Chilly-Mazarin. Cependant, la fin des années 1990 et les années 2000 voient une augmentation du nombre d'implantation de centres de recherche et développement et de sièges sociaux de grands groupes. Le laboratoire public LFB Médicaments est ainsi créé en 1994 aux Ulis, au sud de Paris-Saclay.

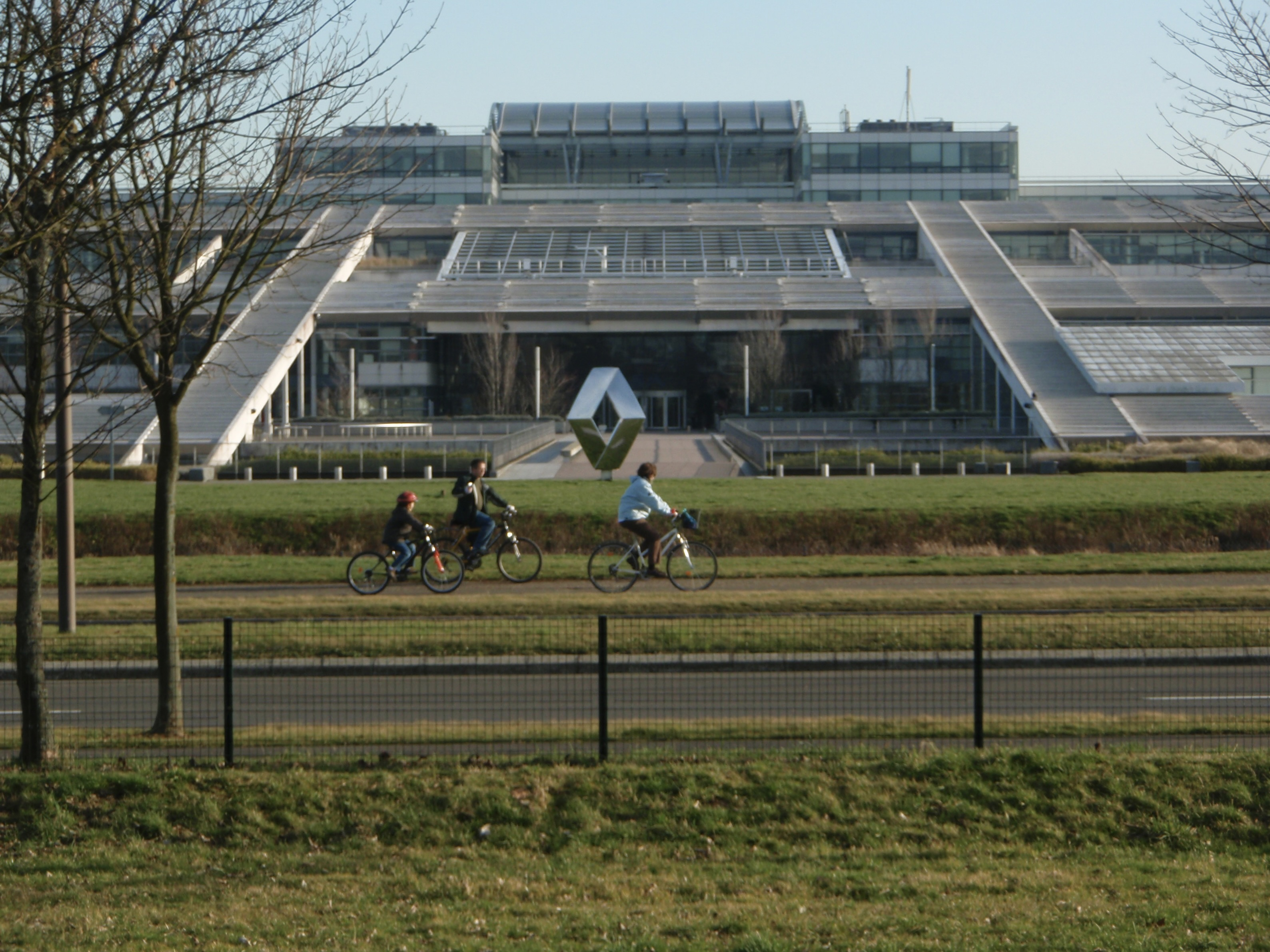
Le Technocentre Renault de Guyancourt, plus grand centre de recherche et développement de France.

En 1998 est inauguré le Technocentre Renault de Guyancourt, où le groupe conçoit la plupart de ses modèles, qui est en 2014 le plus grand centre R&D de France avec 9 438 salariés. Danone choisit d'implanter en 2000 un centre de recherche et développement à Palaiseau, en face de l'Institut d'optique Graduate School, rejoint en 2006 par des laboratoires de Thales, et en 2011 par Kraft Foods qui y investit 15 millions d'euros pour installer un de ses centres d'expertise mondiaux sur les biscuits. Le fabricant japonais d'instruments de mesure scientifique Horiba a quant à lui fait construire un complexe de 6 500 m2 dans la même zone. Un centre de recherche d'EDF a ouvert ses portes en 2016. Parmi les dix plus grands centres de R&D de France en nombre d'employés, cinq se trouvent à Paris-Saclay.
Outre leurs centres de recherche et développement, de nombreuses entreprises françaises ou internationales ont leur siège social à Paris-Saclay. Des entreprises telles que Nissan, Fiat, Mercedes-Benz et BMW ont leur siège social français à Saint-Quentin-en-Yvelines. Le parc tertiaire de Courtabœuf, premier parc tertiaire européen, accueille les bureaux de HP, Econocom, Telindus, Anritsu, GSK, Ipsen, Thermo Fisher Scientific ou encore Hitachi Medical Systems. Outre Sanofi, Massy regroupe des acteurs des TIC tels que Bull, Ericsson, SFR ou Sagem Défense Sécurité, ainsi que des transports, comme Bridgestone ou le constructeur suédois Volvo. Enfin, le parc d'activités de Vélizy-Villacoublay accueille également de grands groupes, essentiellement dans les systèmes informatiques, comme Siemens, Oracle, Dassault Systèmes ou la société de conseil Altran.
Deux réseaux thématiques de recherche avancée s'implantent aussi dans le cluster, avec la création de Digiteo et du Triangle de la physique en 2006. Le synchrotron Soleil, dont la création avait été décidée en 2000, après trois ans d'opposition de Claude Allègre - alors ministre de la Recherche -, est inauguré la même année par Jacques Chirac, pour un coût total de 313 millions d'euros. Le projet de centre d'imagerie cérébrale NeuroSpin est également lancé en 2006, sur le site du CEA, et aboutit en 2010 à la création de l'IRM le plus puissant au monde. Ses 11 000 m2 de laboratoires regroupent 150 chercheurs sur les maladies du cerveau et du système nerveux, comme les maladies d'Alzheimer ou de Parkinson. Enfin, en 2004, deux incubateurs publics fusionnent et créent IncubAlliance, qui s'installe en 2008 à Orsay. Soutenu par le ministère de l'Enseignement supérieur et de la recherche, il devient en 2013 le premier incubateur technologique d'Île-de-France.
Au début des années 2010, le plateau de Saclay a l'une des plus fortes concentrations géographiques de laboratoires de recherche et de centres de R&D en Europe. L'université Paris-Saclay rivalise avec l'université Stanford et le Massachusetts Institute of Technology (MIT) en nombre de publications scientifiques, et les dépasse en nombre de chercheurs : en 2009, Stanford en compte 1 900, le MIT 4 500 et Paris-Saclay 9 200. En 2020, année d'achèvement prévisionnelle du projet, leur nombre devrait atteindre 12 000.
En 2000, est créé à Gif sur Yvette dans les locaux du CNRS l'incubateur IFSI. Cet incubateur d'entreprises est d'abord destiné à valoriser les travaux de la recherche par la création d'entreprises innovantes et s'inscrit dans le mouvement lancé par Claude Allègre alors titulaire du portefeuille de la recherche et de l'enseignement supérieur. En 2005, cet incubateur fusionne avec l'IDFI, un autre incubateur Allègre basé à Trappes, pour devenir IncubAlliance et s'installe à Orsay en 2007.
IncubAlliance est l'incubateur technologique mutualisé du cluster Paris-Saclay dont les membres sont les établissements de recherche et d'enseignement supérieur qui forment l'université Paris-Saclay et certains industriels du cluster (Nokia, Thalès, EDF, Enedis, etc ) ou des banques partenaires (Société Générale, Banques Populaires, BPCE). C'est en volume l'un des tout premiers incubateurs de France. Il accueille des projets de startups technologiques portés par des entrepreneurs désireux de se rapprocher de l'écosystème Paris-Saclay ou issus de la recherche publique. Par sa croissance, à l'image de celle du cluster et du futur campus, et par son historique, IncubAlliance est devenu un élément central du dispositif d'innovation et de valorisation de la recherche sur Paris-Saclay, au service de la création d'entreprise.

### Années 2010 et 2020: création de l'université Paris-Saclay et installation de nouvelles grandes écoles

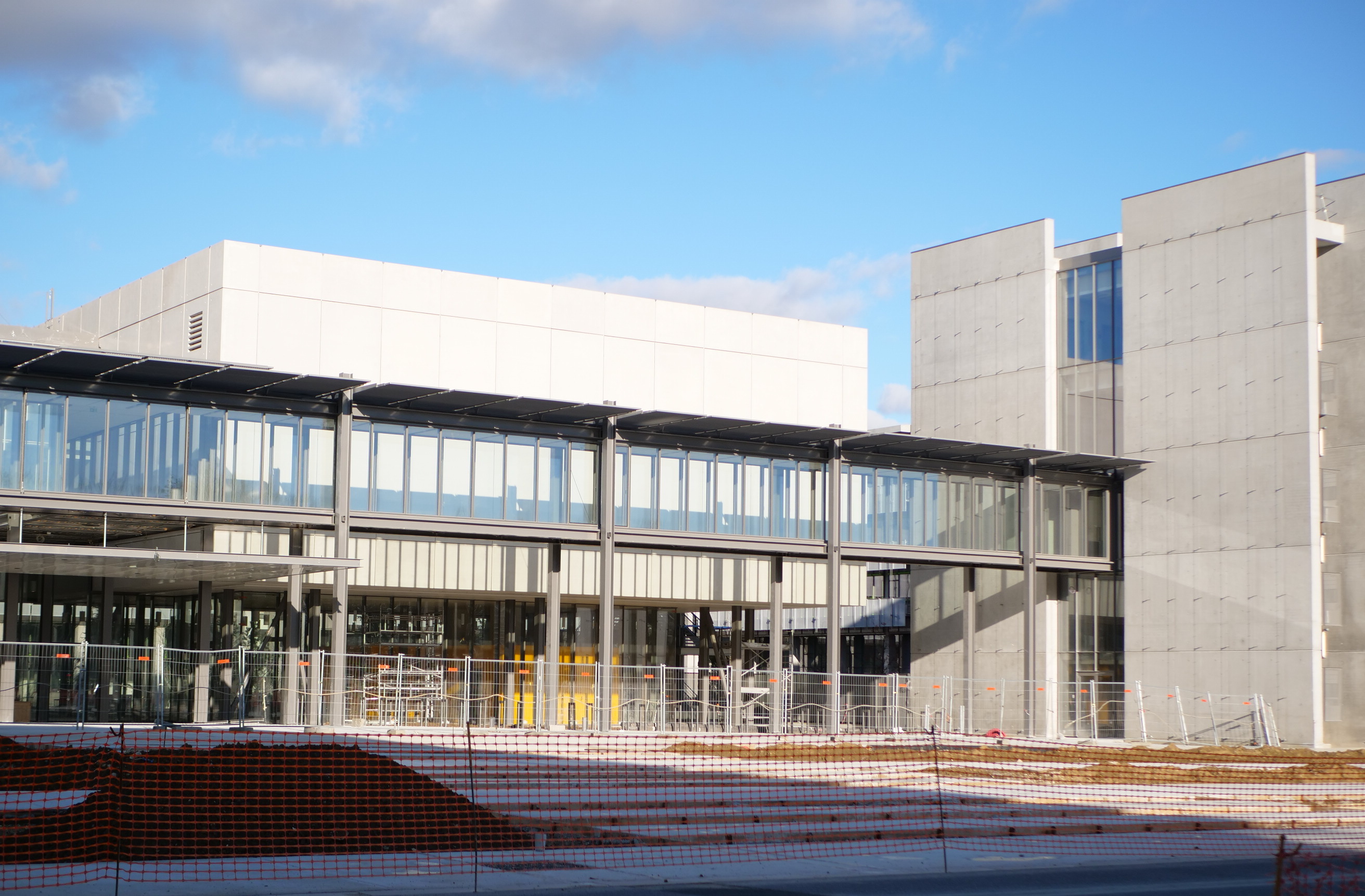
L'entrée principale et le théâtre de l'ENS Paris-Saclay, composante de l'université Paris-Saclay, en décembre 2019.

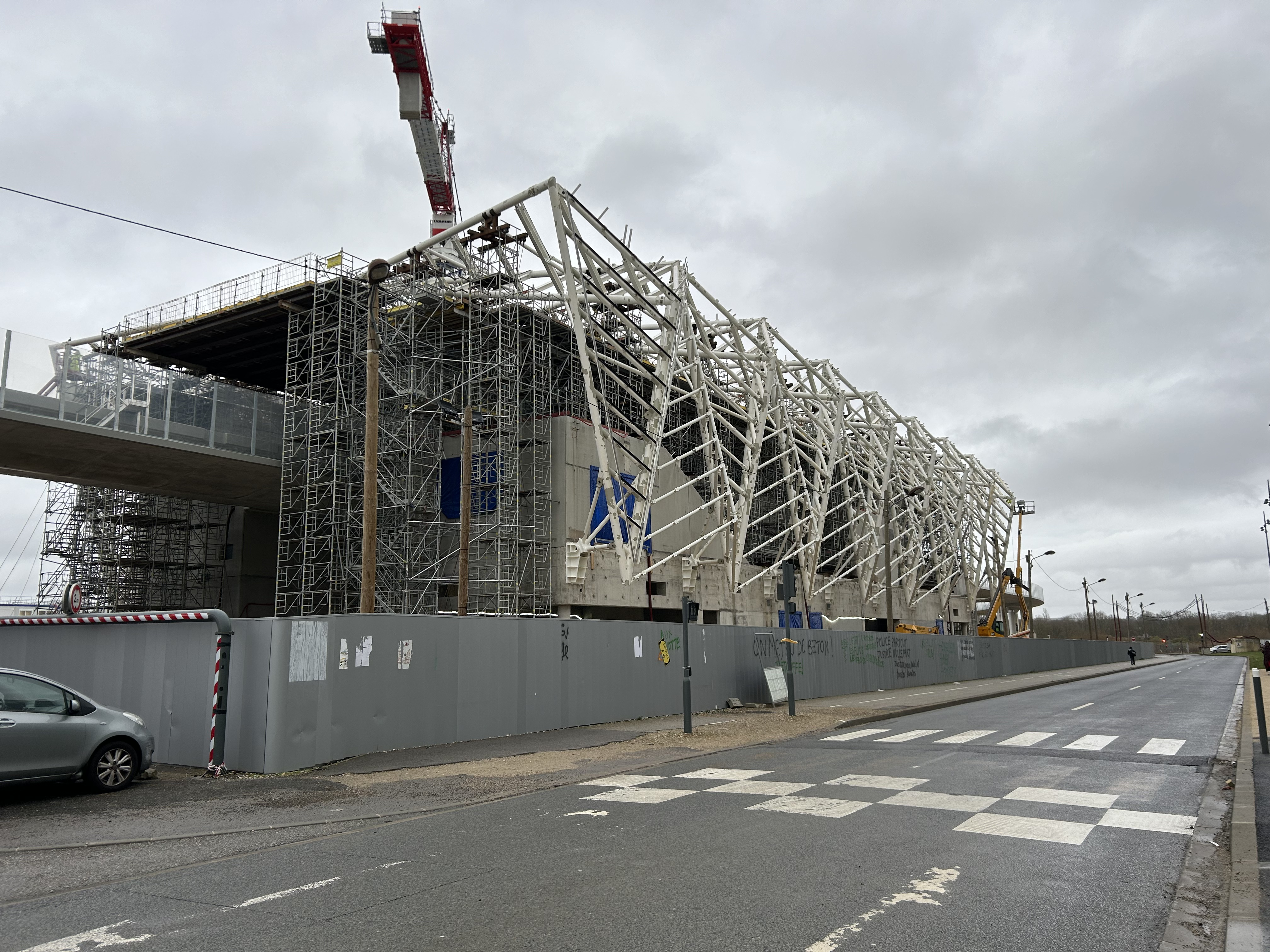
Chantier de la gare aérienne Université Paris-Saclay sur le viaduc de la future ligne 18 du métro de Paris, janvier 2024.

En juillet 2014, les différents membres de la Fondation de coopération scientifique Campus Paris-Saclay adoptent les statuts de la communauté d'universités et établissements (ComUE), ce qui permet à la nouvelle ComUE Université Paris-Saclay de délivrer elle-même les diplômes de licence, master et doctorat. Les statuts sont approuvés par un décret signé le 29 décembre 2014. La première rentrée a lieu en septembre 2015.
En 2017, différents désaccords ont pour conséquence d'amener Emmanuel Macron à annoncer, le 25 octobre 2017, que les différents établissements membres seraient séparés en deux entités universitaires, l'université Paris-Saclay et l'Institut polytechnique de Paris,,. À cette même occasion, CentraleSupélec, établissement-composante de l'université Paris-Saclay, inaugure 2 nouveaux bâtiments sur son campus universitaire de Paris-Saclay.
L'université Paris-Saclay sera alors formée par l'université Paris-Sud, l'université de Versailles – Saint-Quentin-en-Yvelines et l'université d'Évry-Val-d'Essonne, l'École normale supérieure Paris-Saclay, AgroParisTech, CentraleSupélec et l'Institut d'optique Graduate School.
Le 6 novembre 2019, la ComUE Université Paris-Saclay, créée en 2014, est abrogée par décret. La ComUE et l'université Paris-Sud disparaissent le 1er janvier 2020 au profit de la nouvelle université Paris-Saclay à la suite de la publication au Journal officiel du décret de création de la nouvelle université le 5 novembre 2019.

En 2020, l'École normale supérieure Paris-Saclay, établissement-composante de l'université Paris-Saclay, s'installe sur le campus universitaire Paris-Saclay et inaugure son nouveau théâtre.

Logo de l'université Paris-Saclay depuis 2020.
Logo de l'Institut polytechnique de Paris depuis 2019.

### Entreprises présentes à Paris-Saclay
- ABB
- Agilent Technologies
- Airbus Group
- Air Liquide
- Alstom
- Altera
- Blizzard Entertainment
- BMW
- Boston Scientific
- Bull
- Capgemini
- Cardinal Health
- Carrefour
- Casio
- Crédit Agricole Consumer Finance
- Danone
- Dassault Systèmes
- Dentsply
- EDF
- ENI
- Ericsson
- General Electric
- GSK
- Hitachi
- Honeywell
- Horiba
- HP
- IBM[41]
- Iron Mountain
- Mondelēz International
- Kyocera
- LFB
- Malakoff Médéric
- Mercedes-Benz
- Mettler-Toledo
- Molex
- Nexter
- Nokia
- Oracle
- Groupe PSA (Peugeot, Citroën, Opel)
- Reckitt Benckiser
- Renault
- Safran
- Sanofi
- Schindler
- Siemens
- SFR
- Telindus
- Thales
- Thermo Fisher Scientific
- UTC Aerospace Systems
- Valeo
- Volvo

### Grandes écoles et universités présentes à Paris-Saclay
| Université Paris-Saclay | Institut polytechnique de Paris                                                                | Autres      |
| Campus universitaire Paris-Saclay • Campus Agro Paris-Saclay • Campus de l'École polytechnique | Campus universitaire Paris-Saclay • Campus Agro Paris-Saclay • Campus de l'École polytechnique | Autres      |
| --- | ---------------------------------------------------------------------------------------------- | ----------- |
| - AgroParisTech ; - CentraleSupélec ; - École normale supérieure Paris-Saclay ; - Institut d'optique Graduate School ; - Faculté des sciences de Paris-Saclay ; - Faculté de pharmacie de Paris-Saclay ; - Institut des hautes études scientifiques ; - Institut universitaire de technologie d'Orsay ; - École polytechnique universitaire de Paris-Saclay ; - Université d'Évry-Val-d'Essonne ; - Université de Versailles – Saint-Quentin-en-Yvelines. | - École polytechnique - Télécom Paris - Télécom SudParis - ENSAE - ENSTA                       | - HEC Paris |

| \| CEA Saclay CEA Les Ormes SOLEIL ENS CentraleSupélec AgroParis EDF Danone ENSTA École polytechnique Université Paris-Sud Télécom Thales ONERA \| |
| CEA Saclay CEA Les Ormes SOLEIL ENS CentraleSupélec AgroParis EDF Danone ENSTA École polytechnique Université Paris-Sud Télécom Thales ONERA       |

## Origines des projets

### Réflexions préparatoires et élaboration du projet de loi
Le 6 mars 2006, le Comité interministériel d'aménagement et de compétitivité des territoires (CIACT) a acté la mise en place d'une opération d'intérêt national (OIN) dans la région du plateau de Saclay, couvrant une partie des départements de l'Essonne et des Yvelines. Une mission de préfiguration de l'OIN a été mise en place à l'été 2006. Plus large que le campus, elle prévoit la création d'un cluster scientifique et technologique sur le plateau de Saclay. Elle est confortée par le projet du Grand Paris qui prévoit également que le campus soit accessible par la prochaine ligne verte du Grand Paris Express. Elle établit un découpage en six zones - devenues obsolètes en 2013 : Gif-sur-Yvette, Polytechnique/Palaiseau, Moulon, Jouy-en-Josas, Martinière et Orme/Saclay.

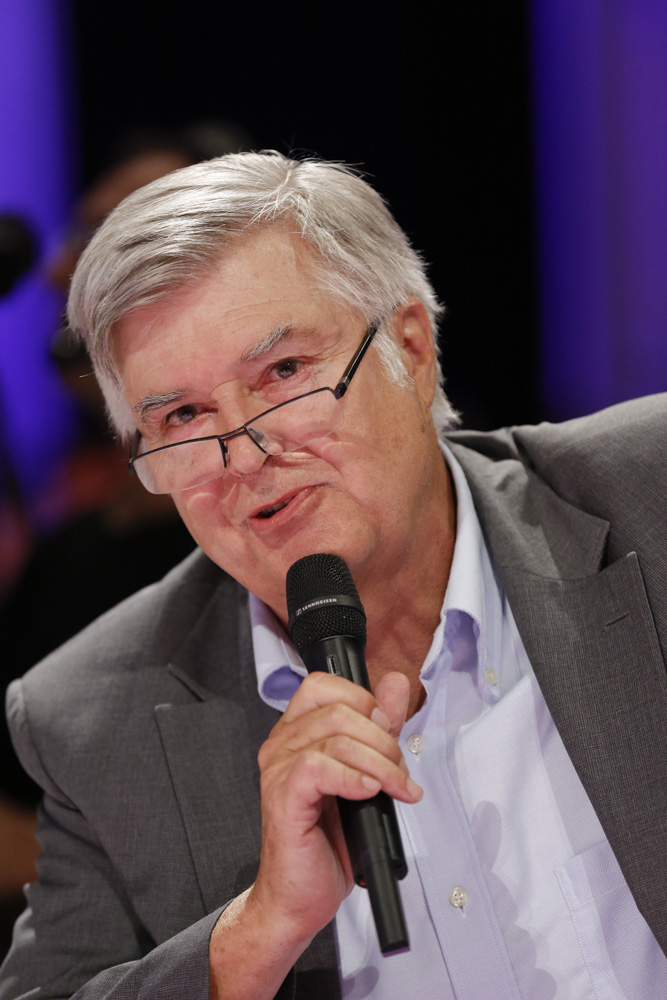
Pierre Veltz, président de l'EPPS 2010-2015, intervenant à une conférence en septembre 2013.

En janvier 2007, Nicolas Sarkozy, ministre de l'Intérieur et candidat à l'élection présidentielle, prononce un discours de campagne à Supélec où il annonce son intention de créer « un projet d'aménagement, avec les transports appropriés, et sans doute un lieu de vie et d'échanges commun où logeraient et se croiseraient étudiants, chercheurs, enseignants de toutes les disciplines, de toutes les institutions et de toutes les nationalités » - dans le cas où il remporterait l'élection. Le projet de développement d'un cluster technologique au sud de Paris est entériné par le lancement du plan Campus en janvier 2008, qui vise entre autres à rénover les infrastructures d'enseignement et de recherche les plus anciennes, ainsi que par la création en mars 2008 d'un secrétariat d'État chargé du développement de la Région Capitale, dont le titulaire est Christian Blanc.
En février 2009, le projet porté par la fondation de coopération scientifique Campus Paris-Saclay, qui regroupe notamment l'université Paris-Sud, l'université de Versailles – Saint-Quentin-en-Yvelines, l'École polytechnique, Supélec, HEC, le CNRS et le CEA, est validé au titre du plan Campus. Le mois suivant, le périmètre définitif de l'opération d'intérêt national est arrêté par décret en Conseil d'État : large de 7 700 hectares, elle couvre l'essentiel du plateau ainsi que 
les communes à proximité immédiate. 27 communes sont concernées sur les 
deux départements, dont Versailles, Montigny-le-Bretonneux et Vélizy-Villacoublay dans les Yvelines, et Massy et Palaiseau dans l'Essonne. En avril, l'État annonce une dotation de 850 millions d'euros pour le campus de Paris-Saclay. À terme, le projet vise la présence de 30 000 étudiants et 12 000 chercheurs d'ici 2019, et son financement total est alors évalué à trois milliards d'euros.
La loi du 3 juin 2010 relative au Grand Paris crée en son titre VI l'établissement public Paris-Saclay (EPPS), chargé de superviser les travaux d'aménagement et d'œuvrer au développement économique du cluster. Le président de la République Nicolas Sarkozy se rend sur le plateau de Saclay en septembre afin de lancer l'aménagement du Campus Paris-Saclay, dans le cadre du projet du Grand Paris. L'objectif est de regrouper 23 établissements et définir des orientations de recherche communes, afin d'atteindre une masse critique et ainsi de gagner en visibilité dans les classements internationaux.
Pierre Veltz, docteur en sociologie, ancien directeur de l'École nationale des ponts et chaussées et de ParisTech, est nommé Président-Directeur général par décret en Conseil des ministres. L'ex-assistant parlementaire et conseiller ministériel de Christian Blanc, Guillaume Pasquier, est nommé directeur général délégué lors du premier conseil d'administration.
Philippe Van de Maele, diplômé d'Harvard – JFK School of Government – Executive Program (Cambridge), a été nommé Président-directeur général le 5 novembre 2015 à la suite de Pierre Veltz.

### Définition du projet d'aménagement
En novembre 2011, le Campus Paris-Saclay est présélectionné pour obtenir le label Initiatives d'excellence (IDEX) et ainsi obtenir un financement provenant des Investissements d'avenir : un milliard d’euros est investi, et le campus se voit attribuer une dotation de 950 millions d'euros au titre des IDEX. Le 30 octobre 2012, le Premier ministre Jean-Marc Ayrault a confirmé la dotation d'un milliard d'euros pour les opérations immobilières destinées à rapprocher les établissements du futur campus Paris-Saclay, de 850 millions d'euros issus du plan Campus et d'un milliard d'euros supplémentaire au titre des investissements d'avenir (Idex). Le projet prévoit la création en 2014 de l'université Paris-Saclay, qui a pour ambition de parvenir parmi les dix meilleures universités du monde selon le classement de l'université Jiao Tong de Shanghaï.
L'Établissement public d'aménagement Paris-Saclay met en place deux zones d'aménagement concerté (ZAC) sur le périmètre du campus : la première autour de l'École polytechnique à Palaiseau ; la seconde dans le quartier du Moulon, partagée entre les communes de Gif-sur-Yvette et Orsay, autour de Supélec. En mars 2013, le Premier ministre Jean-Marc Ayrault effectue un arbitrage concernant l'avenir du Grand Paris et confirme la mise en service de la ligne 18 du métro automatique Grand Paris Express, qui comprendra trois stations sur le plateau dans son tronçon Orly – Versailles. En août 2013, la revue du Massachusetts Institute of Technology (MIT), Technology Review, fait figurer Paris-Saclay dans le top 8 mondial des clusters innovants,, aux côtés notamment de la Silicon Valley, de la région de Boston et de la Tech City (en) à Londres.
Le 2 septembre 2013, le projet de Contrat de Développement Territorial « Paris-Saclay Territoire Sud » a été validé en présence de Jean Daubigny, préfet de la région Île-de-France, Michel Fuzeau, préfet de l'Essonne, Jérôme Guedj, président du conseil général de l'Essonne et les maires des sept communes concernées. Une zone de protection naturelle, agricole et forestière du plateau de Saclay, destinée à sanctuariser certains espaces agricoles et forêts, a été instituée par le décret no 2013-1298 du 27 décembre 2013. L'établissement change de statut et de périmètre le 31 décembre 2015.

### Périmètre d'intervention
Tel que défini dans le texte de la loi de modernisation de l'action publique territoriale et d'affirmation des métropoles du 27 janvier 2014, le périmètre de l'établissement public d'aménagement Paris-Saclay s'étend sur deux départements, trois intercommunalités et 27 communes :
- En Essonne (91) :
  - Communauté d'agglomération Paris-Saclay : Bures-sur-Yvette, Champlan, Chilly-Mazarin, Gif-sur-Yvette, Les Ulis, Massy, Orsay, Palaiseau, Saclay, Saint-Aubin, Vauhallan, Villebon-sur-Yvette, Villejust, Villiers-le-Bâcle.

- Dans les Yvelines (78) :
  - Communauté d'agglomération Versailles Grand Parc : Bièvres, Buc, Châteaufort, Jouy-en-Josas, Les Loges-en-Josas, Toussus-le-Noble, Versailles.
  - Saint-Quentin-en-Yvelines : Élancourt, Guyancourt, Magny-les-Hameaux, Montigny-le-Bretonneux, Trappes, La Verrière.

Il regroupe ainsi des pôles d'activité économique majeurs tels que les parcs d'activités de Saint-Quentin-en-Yvelines, Massy, et surtout le parc d'activités de Courtabœuf, premier parc tertiaire d'Europe avec plus de mille entreprises.

## Projet d'aménagement

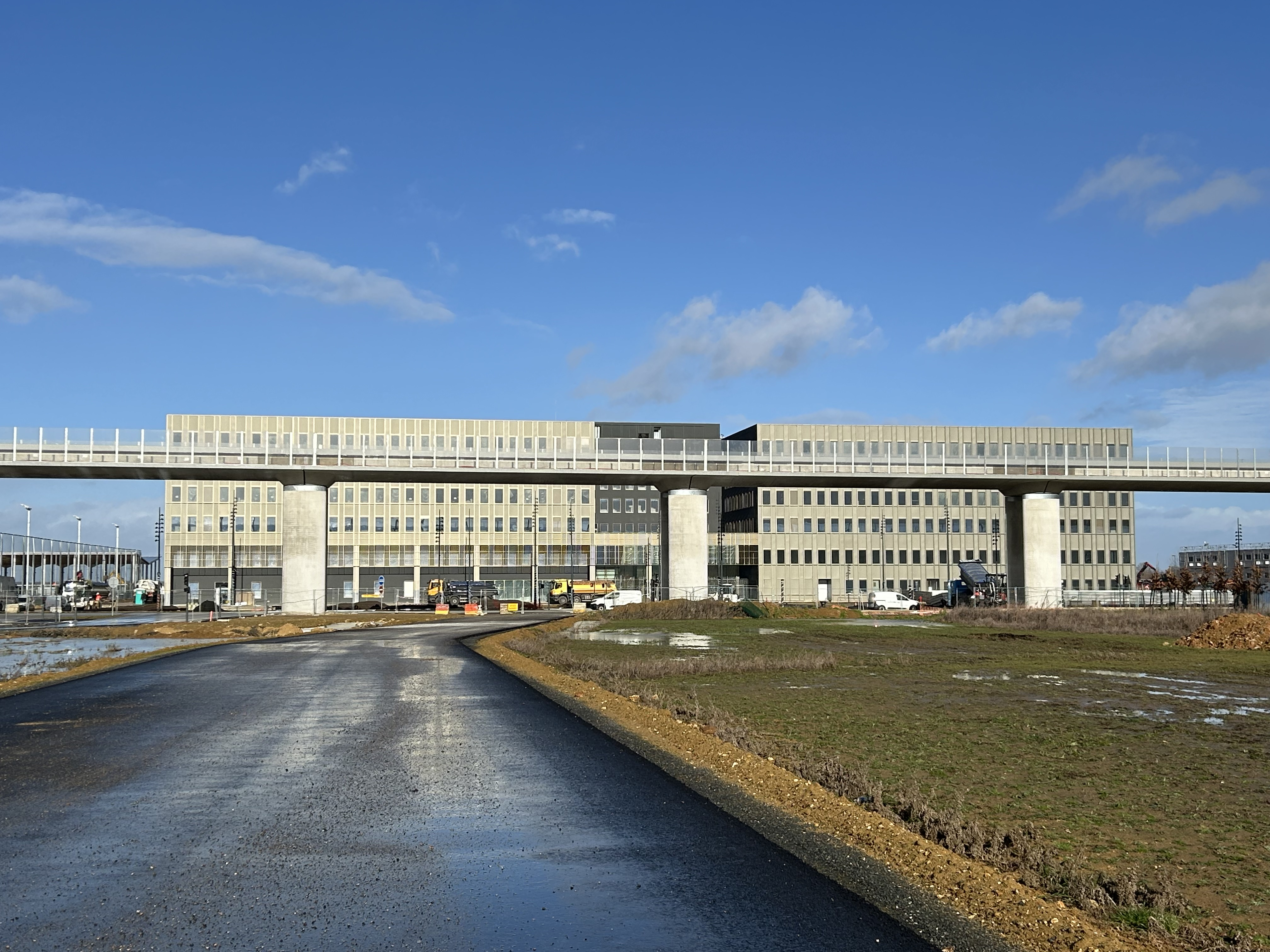
Le nouvel hôpital Paris-Saclay situé dans le périmètre d'Orsay sur le plateau de Saclay, en fin de construction en janvier 2024, en arrière plan du viaduc de la ligne 18 du métro parisien.

Le projet d'aménagement initial comprend une programmation totale de 1 714 000 m2 sur 562 hectares, répartie entre 550 000 m2 de programmes d'enseignement supérieur et de recherche réalisés dans le cadre du plan Campus, 560 000 m2 de locaux pour entreprises, 360 000 m2 de logements familiaux et 158 000 m2 de logements étudiants, auxquels s'ajoutent 86 000 m2 de services, commerces et équipements publics de quartier. Il se divise en deux parties : la ZAC autour de l'École polytechnique, sur la commune de Palaiseau ; la ZAC du Moulon, autour de Supélec, sur les communes de Gif-sur-Yvette, Orsay et Saint-Aubin. Les locaux pour l'enseignement supérieur visent essentiellement à accueillir les grandes écoles ayant fait le choix de déménager à Paris-Saclay, comme l'École centrale ou Télécom ParisTech. Par ailleurs, la loi du 3 juin 2010 instaure une zone de protection naturelle, agricole et forestière (ZPNAF) de plusieurs milliers d'hectares.
Toutefois, le projet initial a connu des évolutions et pourrait en connaître d'autres. Une troisième ZAC a été créée le 27 juin 2014 à Satory (Versailles), en vue de la construction de 230 000 m2 de locaux consacrés aux activités industrielles ainsi que 3 000 logements. En outre, des études sont actuellement en cours pour déterminer l'opportunité d'un projet d'aménagement à Saint-Quentin-en-Yvelines, dans la partie ouest de Paris-Saclay.
La structure chargée de la réalisation du projet est l'établissement public d'aménagement Paris-Saclay (EPA Paris-Saclay), présidé par Philippe Van de Maele depuis novembre 2015. La fondation de coopération scientifique Campus Paris-Saclay est quant à elle chargée de la création de l'université Paris-Saclay. Le foncier a été octroyé gratuitement par l'État, et le coût total des projets est estimé à plusieurs milliards d'euros : le ministère de l'Enseignement supérieur et de la Recherche doit investir 1,5 milliard d'euros dans la construction des bâtiments, et les autres acteurs (universités, grandes écoles) doivent investir 500 millions supplémentaires. 2,8  à   3 milliards d'euros s'y ajouteront pour la construction du réseau de transports (bus à haut niveau de service, ligne 18 du métro de Paris).

### Campus urbain

#### Quartier de la Vauve (Palaiseau)
Située entre la vallée de l'Yvette et le plateau de Saclay, la zone d'aménagement de 232 hectares se trouve sur les communes de Palaiseau et Saclay. La partie est du quartier correspond au site d'implantation de l'École 
polytechnique et de l'ENSTA ParisTech, arrivée en 2012. Le centre Digiteo Alan Turing - occupé par INRIA et l'ENSTA - s'y est également implanté. La partie ouest du quartier a connu une urbanisation progressive, avec l'arrivée de l'Institut d'optique Graduate School (IOGS), du centre R&D de Thales puis de Danone et la réalisation d'une opération regroupant le centre d'intégration Nano-Innov et l'entreprise Horiba.

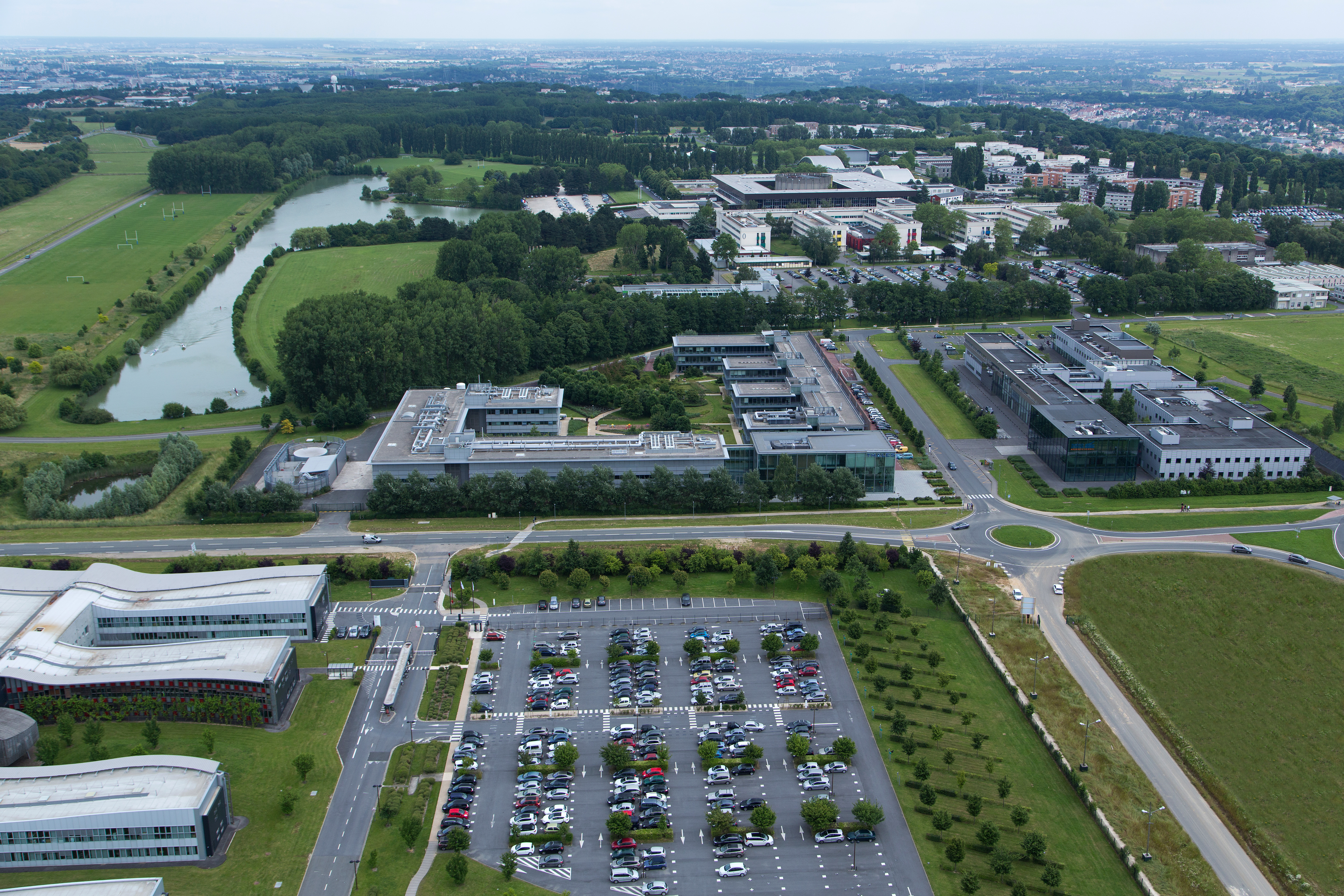
Les bâtiments de l'École polytechnique à Palaiseau.

Après achèvement des travaux, le quartier de l'École polytechnique comportera :
- 196 000 m2 de locaux destinés à l'enseignement supérieur et à la recherche
- 360 000 m2 de locaux destinés aux entreprises
- 78 000 m2 de logements étudiants
- 200 000 m2 de logements familiaux
- 36 000 m2 de services, commerces et équipements.

Ce programme d'aménagement vise notamment à permettre l'implantation de divers organismes. EDF a pris possession de son centre de recherche et développement ainsi que de son campus en 2015.
Trois grandes écoles d'ingénieurs se sont récemment implantées dans le quartier : l'ENSAE ParisTech en 2017, l'Institut Mines-Télécom et AgroParisTech, qui fusionnera avec des unités de l'INRAE, en 2021,. Le projet prévoit aussi l'accueil de deux structures de soutien à l'innovation entrepreneuriale : l'Institut de recherche technologique SystemX, inauguré en février 2013, et un incubateur, pépinière et hôtel d'entreprise (IPHE). Le Centre de nanosciences et de nanotechnologies (université Paris-Saclay / CNRS) et l'Institut photovoltaïque d’Île-de-France (IPVF) se sont quant à eux installés en 2019 à proximité d'Horiba et de Nano-Innov.
Établissements d'enseignement supérieur présents à Palaiseau
- École polytechnique (Institut polytechnique de Paris) depuis 1976
- ENSTA ParisTech (IP de Paris) depuis 2012
- ENSAE ParisTech (IP de Paris) depuis 2017
- Télécom Paris (IP de Paris) depuis 2019
- Télécom SudParis (IP de Paris) depuis 2019)
- Institut d'optique Graduate School (université Paris-Saclay) depuis 2006
- Centre de nanosciences et de nanotechnologies (université Paris-Saclay) depuis 2019

#### Quartier de Moulon (Gif-sur-Yvette, Orsay)
La zone d'aménagement concerté du Moulon est située sur les communes de Gif-sur-Yvette, Orsay et Saint-Aubin, sur une surface totale de 337 hectares. Bordée à l'ouest par le bourg de Saint-Aubin et au sud par les coteaux boisés de la vallée de l'Yvette, qui la relient au campus de l'université Paris-Saclay, au RER B et aux centres-villes de Gif-sur-Yvette, Bures-sur-Yvette et Orsay, elle s'ouvre au nord sur les espaces agricoles du plateau de Saclay. Desservi par la RN 118, principale voie d'accès routier, le site est accessible par les routes départementales 128 et 306.
L'urbanisation progressive du site a constitué plusieurs ensembles. Dans le quartier du Moulon proprement dit sont implantés de nombreux établissements d'enseignement supérieur et de recherche : CentraleSupélec, le Pôle commun de recherche en informatique, Digiteo, l'IUT d'Orsay, le Laboratoire de génie électrique de Paris, Polytech Paris-Saclay, l'UMR de génétique végétale du Moulon, ainsi que 1 800 logements étudiants. Le quartier de l'Orme des Merisiers rassemble le centre CEA de Saclay, le synchrotron Soleil et deux parcs d'activités. Le quartier du Belvédère, regroupant des activités de recherche de l'université Paris-Saclay, un restaurant universitaire et le bâtiment 503, qui abrite la filière Innovation-Entrepreneurs et le Photonic FabLab de l'Institut d'optique Graduate School. Enfin, le site comprend un dernier ensemble avec la zone d'activité du Parc-Club Orsay Université, à proximité duquel sont localisés un centre de sports (foot à 5, et tennis) et des logements familiaux.

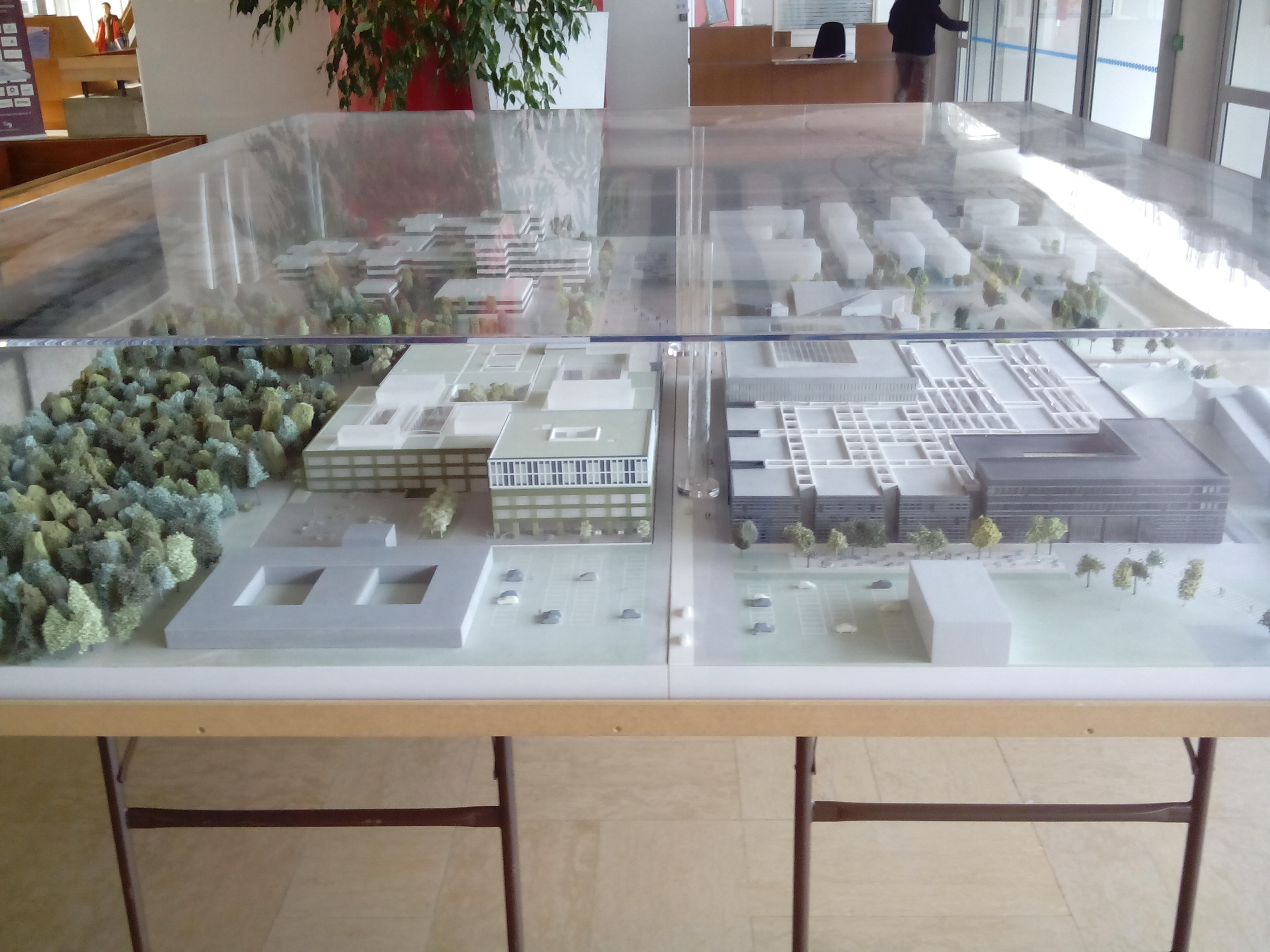
Maquette présentant les futurs bâtiments de l'école CentraleSupélec.

Après achèvement des travaux, le quartier de Moulon accueillera :
- 350 000 m2 d'enseignement supérieur et recherche
- 200 000 m2 de développement économique
- 90 000 m2 de logements étudiants
- 180 000 m2 de logements familiaux
- 50 000 m2 de services, commerces et équipements.

Le quartier de Moulon est notamment le lieu d'implantation de CentraleSupélec, qui prend possession en 2017 d'un complexe de trois bâtiments (bâtiments Eiffel, Bouygues et Breguet), respectivement de 48 000 m2, 24 000 m2 et de  40 000 m2 (bâtiment de l'ancienne École supérieure d'électricité),. Ce projet, nommé Lab City, est conçu par Rem Koolhaas, lauréat du prix Pritzker en 2000. Il comporte un vaste hall qui accueillera laboratoires, bureaux des chercheurs et salles de cours.
En 2020, l'École normale supérieure Paris-Saclay s'installe quant à elle dans un ensemble immobilier de 64 000 m2 conçu par l'architecte italien Renzo Piano, lauréat du prix Pritzker en 1998. Quatre bâtiments ont été construits au sein d'un parc de plus d'un hectare. Les travaux ont débuté à l'automne 2015 et se sont achevés fin 2019. La fin des travaux était historiquement prévue pour 2017, pour une première rentrée en septembre 2018.
Enfin, le quartier accueillera des pôles de recherche et d'enseignement de l'université Paris-Saclay en biologie, chimie, pharmacie et santé, ainsi que l'Institut pour le climat et l'environnement (ICE).
Le quartier de Moulon est principalement composé du campus universitaire Paris-Saclay, anciennement le campus d'Orsay, installé sur le plateau de Saclay depuis 1955. Les nombreux bâtiments d'enseignement de l'université Paris-Saclay et ses 60 laboratoires de recherche se situent sur un site de 200 ha de bois contenant de nombreuses espèces rares.
Établissements d'enseignement supérieur présents au Moulon
- IUT d'Orsay, faculté des sciences et faculté de pharmacie (université Paris-Saclay) depuis 1955[78]
- CentraleSupélec (université Paris-Saclay) depuis 2017[73]
- École polytechnique de l'université Paris-Saclay (université Paris-Saclay) depuis 1983[79]
- École normale supérieure Paris-Saclay (université Paris-Saclay) depuis 2020[77]

Galerie de photos

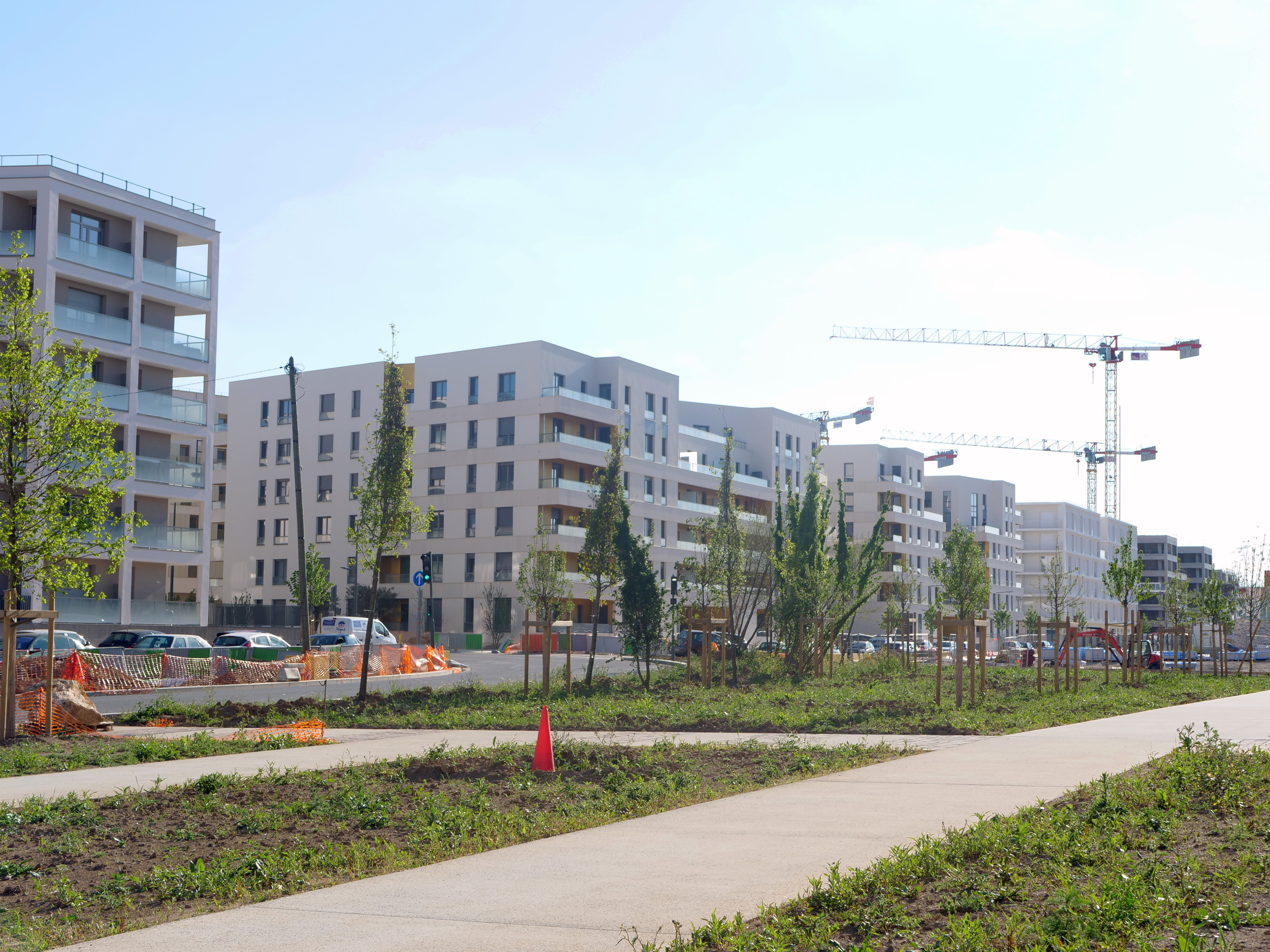
Logements du programme O'rizon et l'avenue des Sciences, dans le quartier de Moulon, au cœur de Paris-Saclay.
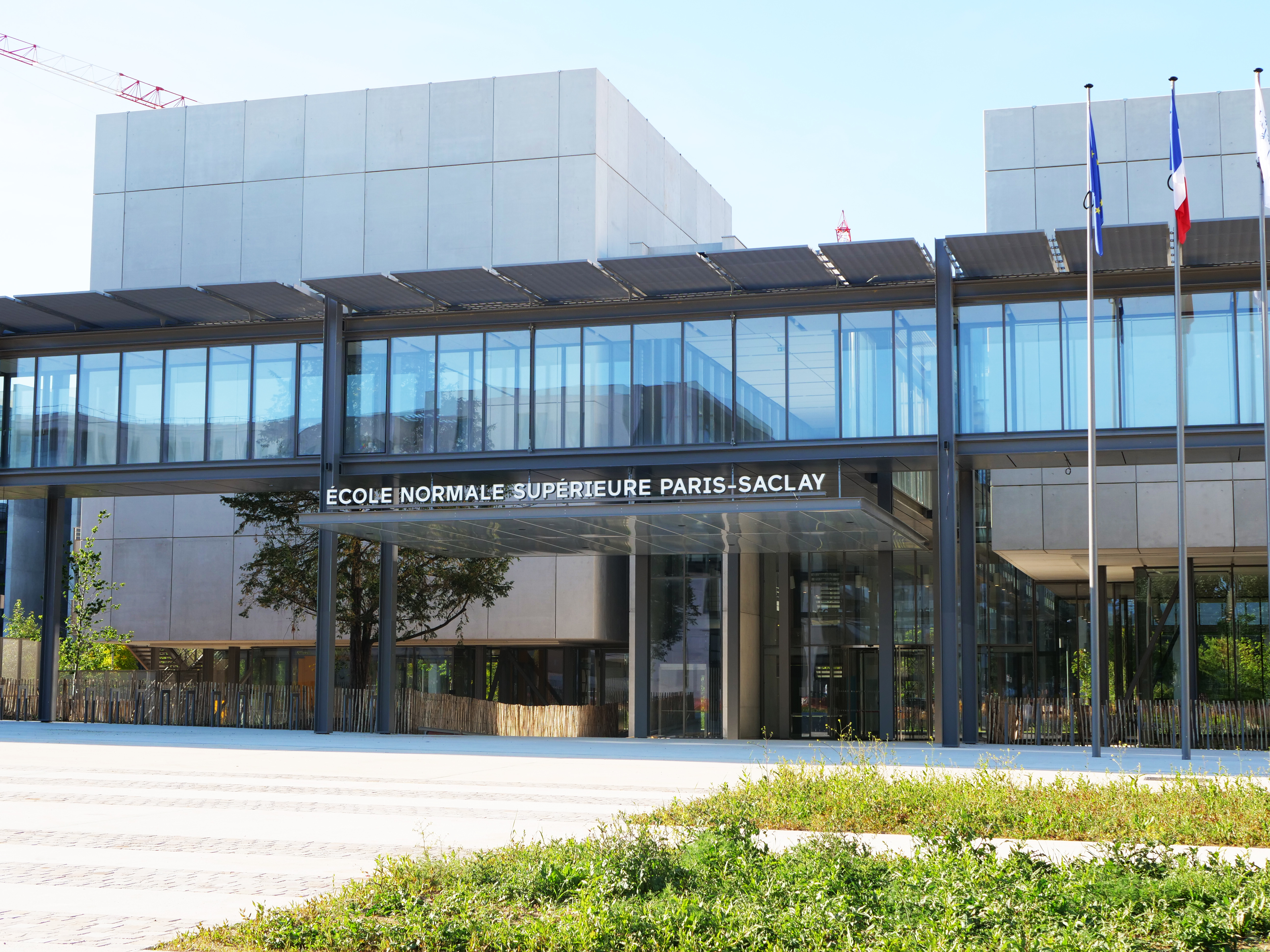
Entrée de l'École normale supérieure Paris-Saclay, composante de l'université Paris-Saclay, en mai 2020.

### Quartier de Versailles-Satory
Le site de Satory se trouve à proximité immédiate du château de Versailles, dans le cœur historique de la ville. À la charnière entre la vallée de la Bièvre et Saint-Quentin-en-Yvelines, il se divise en deux parties. La partie ouest comprend des établissements de l'Armée de terre et des entreprises liées au domaine de la défense, comme Nexter et Renault Trucks Defense. Elle regroupe également plusieurs acteurs du domaine des mobilités, avec la présence de l'IFSTTAR, organisme public de recherche sur les transports, de l'écurie de sport automobile Citroën Racing et du circuit du Val d'or, qui comprend également des pistes d'essais. La partie est accueille quant à elle des unités logistiques et de formation de la Gendarmerie nationale et de l'Armée de terre, ainsi que 5 000 logements pour les personnels et leur famille.
Satory doit faire l'objet du troisième projet d'aménagement de Paris-Saclay : une troisième ZAC a été créée le 27 juin 2014 en vue de la construction de 230 000 m2 de locaux consacrés aux activités industrielles ainsi que 3 000 logements. Ce quartier mixte est appelé à renforcer sa spécialisation dans le domaine des mobilités, en accueillant en 2015 l'Institut VéDeCom, une structure de recherche sur les mobilités décarbonées. Ce « pôle des mobilités du futur » devrait bénéficier de la proximité de l'IFSTTAR, de l'ESTACA, qui s'installera en 2015 à Saint-Quentin-en-Yvelines, ainsi que des entreprises basées à Vélizy-Villacoublay. L'objectif est également d'en faire un quartier agréable à vivre, en requalifiant des espaces de friche industrielle et en effectuant des aménagements paysagers.
Aux alentours de 2030, le quartier de Satory devrait être desservi par une gare de la ligne 18 du métro de Paris.

### Saint-Quentin-en-Yvelines
Dans le cadre du projet Paris-Saclay, l'EPA de Paris-Saclay est amené à accompagner des opérations d'aménagement engagées par le conseil général des Yvelines et Saint-Quentin-en-Yvelines. Le corridor ferroviaire, qui sépare ce dernier en deux, constitue une réserve d'espace disponible pour la construction.
Une étude du potentiel de développement du corridor ferroviaire sur les communes de La Verrière, Trappes et Montigny-le-Bretonneux ainsi que du quartier de La Clef de Saint-Pierre à Élancourt a été initiée par la communauté d'agglomération de Saint-Quentin-en-Yvelines, qui a par la suite lancé des études de faisabilité pour une zone résidentielle comprenant de 500 à 3 000 logements.
Établissements d'enseignement supérieur présents à Saint-Quentin-en-Yvelines
- Institut international de l'image et du son à La Clef de Saint-Pierre, Élancourt depuis 1988
- Université de Versailles – Saint-Quentin-en-Yvelines (ancienne antenne de l'université Paris-Nanterre) depuis 1985
- Institut supérieur de management (université Versailles – SQY) depuis 1998
- ESTACA Paris-Saclay depuis 2012

### Transports
Une fois le projet d'aménagement achevé, 50 000 personnes supplémentaires devront être acheminées sur les différents sites de Paris-Saclay, et notamment dans les deux quartiers créés sur le plateau de Saclay. Afin d'y parvenir, le projet d'aménagement comprend aussi bien l'amélioration des moyens de transports existants que la construction de nouveaux réseaux permettant de desservir des lieux aujourd'hui peu accessibles.

#### Ligne B du RER
L'amélioration des moyens de transport existant consiste essentiellement en la rénovation de la partie sud de la ligne B du RER, qui comprend le remplacement d'aiguillages et d'instruments de signalisation, la réalisation d'un troisième quai à Denfert-Rochereau, ainsi que la rénovation des gares de Palaiseau, Lozère, Le Guichet et Orsay-Ville. Des écrans seront également ajoutés dans les gares, et le remplacement des rames par de nouvelles se poursuivra jusqu'en 2016. Ce programme devrait permettre le passage de vingt trains par heure et éviter au maximum les incidents. Par ailleurs, l'ensemble du réseau de bus sera repensé afin de l'adapter aux nouveaux besoins. Des opérations sont également engagées pour l'amélioration du réseau routier. Les travaux sur la RD36 - en particulier au niveau du Christ-de-Saclay -, le réaménagement du giratoire de Saint-Aubin et les dévoiements de la RD 128 hors du cœur des quartiers permettront de fluidifier la circulation.

La ligne 18 du métro de Paris, qui desservira le plateau de Saclay aux alentours de 2025, en vert sur le plan du réseau du Grand Paris Express.

#### Future ligne 18 du métro de Paris
Le principal moyen de transport vers les quartiers de l'École polytechnique et du Moulon sera toutefois la ligne 18 du métro de Paris. Longue de 35 km, elle comptera onze gares qui desserviront également l'aéroport international d'Orly, Massy, Antonypôle, Saint-Quentin-en-Yvelines et Versailles. Trois gares devraient se trouver sur le plateau de Saclay et desservir chacun des quartiers ainsi que le CEA : Palaiseau (quartier de Polytechnique), Orsay/Gif (quartier du Moulon) et CEA/Saint-Aubin. Sa construction devrait débuter en 2017 pour la partie entre Massy et Saint-Aubin, avec une mise en service prévue pour 2023. La liaison entre Massy et Orly avait été repoussée à 2027, mais en juillet 2014, le Premier ministre Manuel Valls a déclaré que l'État s'engage à réaliser la liaison entre Saclay et Orly avec trois ans d'avance, soit en 2024. La partie entre Saint-Aubin et Versailles a été repoussée à l'horizon 2030. La construction de la partie finale, qui doit relier Versailles à Nanterre, est prévue après 2030.

#### Future ligne 12 du tramway d'Île-de-France
À l'horizon 2020, la ligne 12 du tramway d'Île-de-France desservira trois villes du périmètre de l'EPA Paris-Saclay : Massy, Champlan et Chilly-Mazarin. Ces trois villes disposent sur leurs territoires de la DUP de la Bonde, site de projet intégré au sein de l'opération d'intérêt national Paris-Saclay. Deux futures gares, nommées Massy-Europe et Champlan - Pré de Paris, sont prévues à proximité.
Initialement prévue en 2020, la mise en service de la partie sud de la ligne, entre Massy - Palaiseau et Évry-Courcouronnes a été reportée en 2022.
Le 16 mai 2013, Île-de-France Mobilités, ex-STIF, a officiellement validé le prolongement de la ligne 12 du tramway jusqu'à la gare de Versailles-Chantiers. La ligne se substituerait ainsi complètement à la branche C8 du RER C. Le projet a été présenté en concertation préalable du 1er juin au 7 juillet 2013. Il est prévu une fréquence d'un tramway toutes les dix minutes aux heures de pointe.
La partie nord de la ligne 12 du tramway desservirait ainsi l'école HEC Paris, au nord de Saclay, à Jouy-en-Josas et les villes de Bièvres et Versailles, communes au sein du périmètre de l'EPA. En février 2017, selon le conseil régional d'Île-de-France, le prolongement est programmé pour une mise en service à l'horizon 2025.

#### Ligne Express 91.06 (BHNS)
En outre, une ligne de bus à haut niveau de service (BHNS), la 91.06 du réseau de bus Paris Saclay, relie Massy - Palaiseau et Saint-Quentin-en-Yvelines depuis 2015, avec un bus toutes les trois minutes. En chantier depuis 2013 sous la maîtrise d'ouvrage d'Île-de-France Mobilités (ex-STIF), cette voie réservée aux bus dessert le campus urbain de Paris-Saclay.

#### Ligne de bus Noctilien N63
Depuis décembre 2020, la ligne N63 du réseau Noctilien, relie la gare Montparnasse au quartier Polytechnique - Vauve du campus urbain via Massy - Palaiseau RER.

#### Réseau de bus Paris-Saclay
Les lignes 2, 3, 4 et 8 du réseau de bus Paris Saclay, anciennement Mobicaps, desservent Les Ulis, tandis que les lignes 6, 7 et 9 du réseau de bus Paris Saclay desservent le quartier de Moulon et le campus universitaire d'Orsay. La ligne 14 du réseau de bus Paris Saclay dessert le quartier de l'École polytechnique.
La création d'une ligne Massy – Courtabœuf – Les Ulis facilitera l'accès à la zone d'activité et à la partie sud du territoire, tandis qu'une liaison entre les Ulis, Courtabœuf, Vélizy-Villacoublay et le pont de Sèvres permettra des déplacements Nord-Sud. Les lignes 8 et 17 du réseau de bus Paris Saclay desservent le parc d'activités de Courtabœuf. Enfin, un réseau de pistes cyclables sera réalisé sur le plateau ainsi que dans les communes proches.

### Énergie
Pour alimenter le projet de ville nouvelle et en faire un territoire à énergie positive, l'établissement public d'aménagement Paris-Saclay a choisi une énergie, la géothermie, et un type de réseau de chaleur et de froid innovants. Contrairement à beaucoup de centrales géothermiques en Île-de-France, l'installation de Paris-Saclay ne tirera pas ses calories de la nappe phréatique du Dogger, mais de celle de l'Albien. Puisée à 700 mètres de profondeur grâce à deux doublets géothermiques, l'eau ressortira à une température de 28 °C, suffisante pour créer une boucle d'eau tempérée. La production de chaleur sera hybride : centralisée avec la géothermie et décentralisée avec les pompes à chaleur. La boucle d'eau tempérée alimentera cinq micro-réseaux pour cinq îlots différents, d'environ 200 000 m2 chacun. Le réseau sera bidirectionnel : il récupèrera la chaleur fatale des équipements de recherche déjà présents et des data-centers pour la distribuer à d'autres bâtiments. Au total, la puissance de l'installation sera de 37 MW pour le chaud et de 10 MW pour le froid. La boucle d'eau tempérée sera surdimensionnée volontairement, pour servir de stockage. Dans un premier temps, le taux d'énergie renouvelable sera de 62 %, des chaudières gaz complèteront l'installation. Dans les phases ultérieures, d'autres sources d'énergie renouvelable pourront alimenter le réseau, comme une unité de méthanisation ou une chaufferie biomasse. Ce réseau de 14 km sera piloté intelligemment : une fibre optique, dédiée aux énergies chaleur et électricité, fournira des indicateurs en temps réel sur les besoins du bâtiment, transmis à une plate-forme logicielle de pilotage qui régulera le réseau de distribution (adaptation aux températures), optimisera les besoins des bâtiments (effacement et récupération) et pilotera les centrales de production. Par exemple, le chauffage des bâtiments d'éducation, peu occupés ou vides à partir de 18 heures, pourra être mis en veille au moment où les besoins des logements augmenteront. Grâce à cette anticipation des besoins, une économie d'énergie de 5 à 15 % sera obtenue par rapport à une installation classique. En parallèle du réseau de chaleur, les bâtiments seront labellisés HQE et produiront de l'électricité grâce à des panneaux photovoltaïques ou à des miniéoliennes ; 30 % de l'électricité devrait être d'origine renouvelable.
En outre, le campus doit favoriser la sobriété et l'efficacité énergétiques, avec notamment la mise en place de SmartEnergy, réseau de distribution intelligent permettant d'optimiser la consommation et la production d'électricité (smart grid). L'objectif sera de produire 30 % des besoins courants grâce aux énergies renouvelables : de l'électricité sera produite grâce à des panneaux photovoltaïques et des éoliennes, tandis que la chaleur proviendra en partie d'un réseau intelligent alimenté par la méthanisation des déchets, la récupération de la chaleur des bâtiments et l'énergie géothermique, avec un forage dans une nappe de chaleur à 700 mètres de profondeur.

### Zone de protection naturelle, agricole et forestière
La loi du 3 juin 2010 relative au Grand Paris crée une zone de protection naturelle, agricole et forestière du plateau de Saclay (ZPNAF) dont la surface doit atteindre au moins 2 300 hectares. Elle sanctuarise les espaces naturels et agricoles qui y sont intégrés, interdisant toute construction présente ou future.
Selon le texte de loi, l'établissement public Paris-Saclay (EPPS) était chargé de la délimitation de cette zone. La zone de protection a été délimitée par le décret no 2013-1298 du 27 décembre 2013 : elle comprend 2 469 hectares consacrés exclusivement aux activités agricoles et 1 646 hectares composés de forêts, cours d'eau, espaces naturels et rigoles. Avec les acteurs économiques du monde agricole, l'établissement public Paris-Saclay a élaboré un programme précisant les utilisations qui seront faites de l'espace, dans le but de favoriser l'exploitation agricole, la gestion forestière, la préservation et la valorisation des espaces naturels et des paysages. L'EPPS a réalisé par exemple des travaux d'ingénierie écologique pour la sauvegarde d'espèces protégées, comme la création de trois mares dans lesquelles seront ensuite réimplantées des populations d'amphibiens (triton crêté) ou des espèces végétales (étoile d'eau).

## L'université Paris-Saclay

### Création de la FCS Campus Paris-Saclay
La création de l'université Paris-Saclay est le second pilier du projet de pôle scientifique et technologique Paris-Saclay. En fédérant 23 acteurs de la recherche scientifique et de la formation universitaire, elle a pour objectif de devenir la première université pluridisciplinaire d'Europe dans les classements académiques internationaux, et de figurer entre la dixième et la vingtième place du classement établi par l'université Jiao Tong de Shanghaï dans les dix années à venir. Lors de sa première rentrée, prévue en septembre 2015, elle deviendra la première université de France en nombre d'étudiants, de doctorants et de chercheurs - 50 000 étudiants et 10 500 enseignants-chercheurs - et de récompenses universitaires - trois prix Nobel de physique et six médailles Fields. Sa taille sera ainsi comparable à celle des plus grandes universités mondiales, comme l'université Harvard, l'université de Cambridge ou l'université de Pékin.
Le projet d'université Paris-Saclay a été lancé en 2008, à la suite de sa validation par le ministère de l'Enseignement supérieur et de la Recherche dans le cadre du Plan Campus. La Fondation de coopération scientifique Campus Paris-Saclay, présidée par Alain Bravo, est créée pour fédérer les différents établissements universitaires et scientifiques, et assurer la création de l'université. En lien avec le projet d'aménagement, de nombreux établissements prévoient leur déménagement à Paris-Saclay : l'arrivée de l'École normale supérieure Paris-Saclay, l'ENSTA ParisTech, AgroParisTech, l'École centrale Paris, l'ENSAE ParisTech et Télécom ParisTech est confirmée en septembre 2010. L'université Paris-Sud doit également transférer tout ou partie de ses bâtiments sur le nouveau campus. AgroParisTech et l'INRA ont quant à eux pour projet la construction d'un bâtiment commun à Palaiseau, qui regroupera toutes les activités de l'Inra d'Île-de-France non localisées à Jouy-en-Josas ou Versailles.

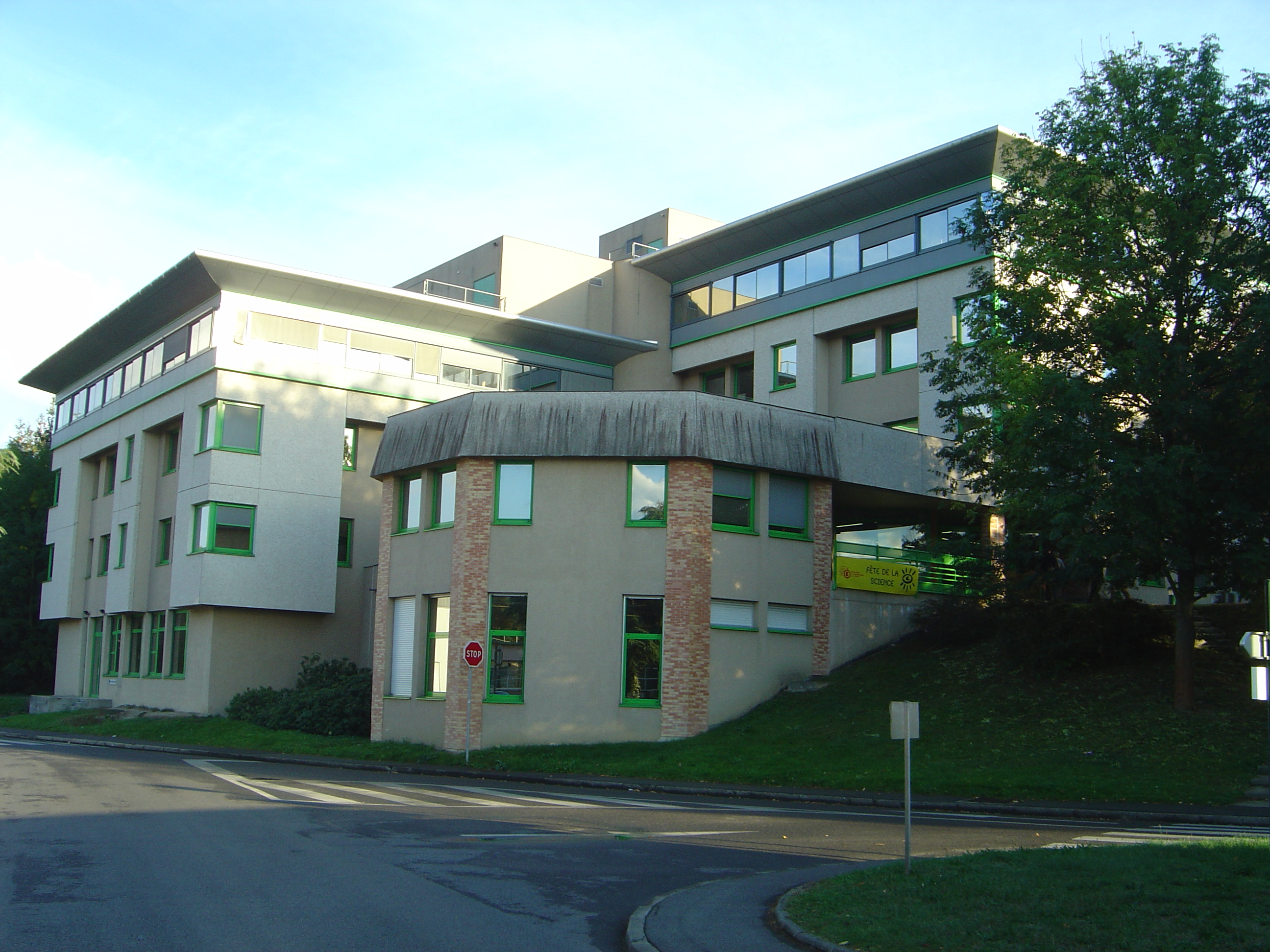
Bâtiment de l'Institut d'astrophysique spatiale de l'université Paris-Saclay à Orsay.

En février 2011, l'université de Versailles – Saint-Quentin-en-Yvelines devient membre fondateur de la fondation de coopération scientifique, et en novembre, les Mines ParisTech se désistent finalement du projet. Le même mois est inauguré le Pôle commun de recherche en informatique, premier bâtiment construit spécialement pour le campus.

### Création de la ComUE
Au printemps 2014, l'université regroupe les 23 membres suivants :
- Organismes de recherche : CEA, CNRS, Institut des hautes études scientifiques (IHES), INRA, INRIA, INSERM, ONERA, Synchrotron Soleil.
- Grandes écoles : AgroParisTech, École centrale Paris, École polytechnique, ENSAE ParisTech, ENSTA ParisTech, ESTACA, HEC Paris, Institut Mines-Télécom (Télécom ParisTech, Télécom SudParis), Institut d'optique Graduate School (IOGS), Supélec.
- Universités : université Paris-Sud, université de Versailles – Saint-Quentin-en-Yvelines.
- Autres : UniverSud Paris, Systematic Paris-Region, Digiteo.

En juillet 2014, les différents membres adoptent les statuts de la future université, constituée en communauté d'universités et établissements (ComUE), ce qui lui permettra de délivrer les diplômes de licence, master et doctorat. La gouvernance sera de type fédéral : les établissements délégueront certaines compétences à l'université mais conserveront leur identité propre.
Les disciplines seront regroupées en « schools », sur le modèle anglo-saxon. Leur nombre n'est pas arrêté, mais ont déjà été créées les écoles de « sciences fondamentales », « sciences de la vie et médecine », « ingénierie », « business », « sciences économiques et sociales » et « droit et humanités ». L'école d'ingénierie aura la particularité de réunir l'ensemble des écoles d'ingénieur du site. Chaque étudiant aura ainsi accès aux différents cours ou modules d'enseignement de tous les autres établissements et pourra effectuer un parcours d'option commun en 3e année. À terme, les différentes composantes de l'université sont appelées à se transformer en « collèges », sur le modèle des universités anglaises (notamment Cambridge et Oxford), composées de plusieurs colleges autonomes.

### Création par décret de l'université
La communauté d'universités et établissements (ComUE) pluridisciplinaire « université Paris-Saclay » au sud de Paris, dans l'Essonne et les Yvelines, créée le 29 décembre 2014, est abrogée par décret le 6 novembre 2019.
La ComUE Université Paris-Saclay et l'université Paris-Sud ont disparu le 1er janvier 2020 au profit de l'université Paris-Saclay à la suite de la publication au Journal officiel du décret de création de la nouvelle université le 5 novembre 2019.
En 2020, l'université Paris-Saclay fait son entrée dans le classement de Shanghai à la 14e place mondiale, en étant classée au 1er rang mondial dans le domaine des mathématiques et au 9e rang mondial dans le domaine de la physique. Dans le Center for World University Rankings 2020-2021, elle est classée 32e meilleure université du monde et 2e en France.

## Candidature à l'Exposition universelle de 2025
Le 12 juillet 2017, le site de Paris-Saclay est choisi par le gouvernement pour accueillir l'Exposition universelle de 2025. La candidature française est retirée en janvier 2018.

## Réactions aux projets
Le projet ne fait que peu l'objet de critiques émanant de la classe politique. L'UMP a soutenu cette opération menée essentiellement par Christian Blanc, secrétaire d'État chargé du Grand Paris, et Valérie Pécresse, ministre de l'Enseignement supérieur et de la Recherche. Bien qu'associé à la politique de Nicolas Sarkozy, au point d'être parfois surnommé « la Silicon Valley de Sarkozy », le projet Paris-Saclay n'a pas fait l'objet d'oppositions majeures de la part du Parti socialiste. Jean-Marc Ayrault confirme d'ailleurs en 2013 la poursuite de l'opération et l'accélération de la mise en place du réseau de transport.

### Critiques sur les opérations d'aménagement
Au début des années 1990, les différentes extensions du campus ont été critiquées par des mouvements écologistes qui lui reprochent de réduire l'espace des zones agricoles,. Ces critiques sont reformulées lors des projets d'extension des années 2000. Des élus locaux Europe Écologie Les Verts remettent en cause le projet, le jugeant « en retard sur son temps » et critiquant la réalisation d'un métro « au milieu des champs ». En 2015 la commission d'enquête sur le Contrat de développement territorial (CDT) du plateau de Saclay a rendu un avis défavorable en affirmant que celui-ci « ne présente plus les éléments de pertinence globale, correspondant au contexte social, politique et économique actuel ».

### Critiques sur la nouvelle université
Certains critiquent également un projet qui favorise trop les grandes écoles, notamment en ce qui concerne la gouvernance du campus. Le Snesup dénonce ainsi « un projet basé sur une vision élitiste de l'enseignement supérieur » ainsi que l'exclusion de nombreux établissements du conseil d'administration. Les deux universités et le CNRS, très largement dominants en nombre de chercheurs et d'étudiants, auront le même poids politique que les grandes écoles, de tailles bien plus modestes. La gestion du projet initié par le « plan campus » est aussi critiquée par les élus locaux qui reprochent à l'État de diriger le projet seul, ou par d'autres acteurs du projet qui reprochent à l'État d'exercer un trop grand dirigisme.
L'organisation visée, sous forme de cluster, est aussi critiquée par certains acteurs qui doutent de son efficacité. Certains craignent également que son développement se fera au détriment d'autres aires géographiques, comme dans le cas de l'université Paris-Sud 11 et de l'École normale supérieure Paris-Saclay, qui quittent des villes situées en région parisienne, ou dans le cas de grandes écoles qui quittent Paris.
L'association Sauvons la recherche, créée en 2003 en opposition à la loi d'orientation et de programmation pour la recherche et l'innovation, a lancé une pétition fin 2012 pour dénoncer certaines orientations du projet, et notamment le fait que le conseil d'administration de la future université ne devrait comporter que deux représentants des personnels chercheurs. Certaines critiques émanent également des acteurs institutionnels eux-mêmes. L'université de Versailles – Saint-Quentin-en-Yvelines s'est ainsi inquiétée de sa perte d'influence dans la future université Paris-Saclay. En outre, le rapprochement souhaité des laboratoires de recherche et des universités avec les entreprises ne serait pas à l'œuvre.